# Maristella Svampa
Pour les articles homonymes, voir Svampa.
Maristella Svampa (Allen, Province de Río Negro, le 8 mai 1961) est une sociologue argentine.

## Biographie
En 1984, elle obtient son diplôme en philosophie à l'Universidad Nacional de Córdoba. Elle poursuit ses études à l'École des hautes études en sciences sociales, à Paris, où elle obtient son doctorat en sociologie. Elle est professeur de l'Universidad Nacional de La Plata et chercheuse du Consejo Nacional de Investigaciones Científicas y Técnicas, une organisation publique argentine qui promeut les sciences et la technologie.

## Publications
- El dilema argentino: civilización o barbarie. De Sarmiento al revisionismo peronista (1994, revu en 2006)
- La Plaza Vacía. Las transformaciones del peronismo (1997, avec D.Martuccelli)
- Desde abajo. La transformación de las identidades sociales (2000, organisatrice)
- Los que ganaron. La vida en los countries y barrios privados (2001)
- Entre la ruta y el barrio. La experiencia de las organizaciones piqueteros (2003, avec Sebastián Pereyra)
- La brecha urbana. Countries y barrios privados en Argentina (2004)
- La sociedad excluyente. La Argentina bajo el signo del neoliberalismo (2005)
- Bolivia. Memoria, insurgencia y movimientos sociales (2007, avec Pablo Stefanoni)
- Gerard Althabe: Entre varios mundos. Reflexividad, conocimientos y compromiso (2008, avec Valeria Hernandez)
- Cambio de época. Movimientos sociales y poder político (2008)
- Las vías de la emancipación. Conversaciones con Álvaro García Linera (2009, avec Pablo Stefanoni et F. Ramírez)
- Minería transnacional, narrativas del desarrollo y resistencias sociales (2009, avec Mirta A. Antonelli)
- Certezas, incertezas y desmesuras de un pensamiento político. Conversaciones con Floreal Ferrara (2010)
- Debatir Bolivia. Los contornos de un proyecto de descolonización (2010, avec Pablo Stefanoni et Bruno Fornillo)
- Balance y Perspectivas. Intelectuales en el primer gobierno de Evo Morales (2010, avec Pablo Stefanoni et Bruno Fornillo)

## Distinctions
Elle reçoit en 2006 la bourse Guggenheim, de la John Simon Guggenheim Memorial Foundation. Elle obtient également plusieurs prix Kónex (prix de la Fundacion Konex en Argentine) : en 2006, le prix Kónex du mérite en sociologie ; en 2014, le prix Kónex du mérite en essai politique et sociologique ; et en 2016, le prix Kónex de platine en sociologie. En 2019, elle se voit décerner le prix national d’essai sociologique au titre de son livre “Debates Latinoamericanos. Indianismo, Desarrollo, Dependencia y Populismo” (2016).